# Igreja dos Povos da África
A Igreja dos Povos da África (em africâner: Volkskerk van Afrika) é uma denominação cristã reformada independente fundada na África do Sul em 14 de maio de 1922. Surgiu como uma resposta à insatisfação com o controle das igrejas dominadas por brancos sobre as congregações negras e mestiças. O principal objetivo da sua organização foi oferecer uma alternativa autônoma e contextualizada para essas comunidades.

## História
No final do Século XIX e início do Século XX, as igrejas protestantes fundadas por europeus na África do Sul eram governadas, em sua grande maioria, por brancos, mesmo com uma muitos membros negros. 
Neste contexto, várias igrejas surgiram, formadas majoritariamente por negros. No início do Século XX, uma igreja independente foi fundada no Distrito Seis, na Cidade do Cabo, e outra em Die Vlakte, Stellenbosch. Ambos os grupos eram compostos majoritariamente por membros da comunidade mestiça e foram lideradas pelo Rev. Joseph John Henry Forbes, um ex-ministro metodista, na formação da Igreja dos Povos da África.
Forbes foi originalmente ordenado na Igreja Metodista da África Austral, mas renunciou os ministério desta igreja em 1920. Posteriormente, foi pastor de uma Igreja Congregacional, mas também deixou a função em 1922.
Em 14 de maio de 1922, as duas igrejas se uniram, formando a Igreja dos Povos da África.
A denominação cresceu nos anos seguintes, atraindo membros da Igreja Wesleyana e Congregacional.
Com o estabelecimento da congregação de Stellenbosch, membros da Igreja Anglicana, Wesleyana e Renana se juntaram à Volkskerk.
Em 23 de setembro de 1997, o presidente Nelson Mandela visitou a 60ª sessão sinodal da denominação e parabenizou a igreja pela luta pelos direitos dos negros no país.

## Doutrina e Práticas
A Volkskerk van Afrika se identifica como uma igreja com raízes reformadas, mas incorpora elementos de diversas tradições protestantes, incluindo aspectos evangélicos, católicos, fundamentalistas, carismáticos, presbiterianos, batistas, metodistas e pentecostais. A denominação, desde a sua fundação, se preocupa com a igualdade entre todas as pessoas, repudiando qualquer forma de discriminação racial.

## Estrutura e Liderança
A igreja é composta por aproximadamente 25 congregações, atendidas por 17 ministros ativos, dois ministros eméritos e dois candidatos ao ministério. O atual moderador é o Dr. Donald Katts, que também é conhecido por sua teologia centrada na antidiscriminação, autoajuda e educação.

## Afiliações Ecumênicas
A Volkskerk é membro da Comunhão Mundial das Igrejas Reformadas e do Conselho Sul-Africano de Igrejas. 

## Significado Cultural
A Volkskerk van Afrika desempenhou um papel significativo na promoção da dignidade e autonomia das comunidades negras e mestiças na África do Sul, especialmente durante o período do apartheid..